# Cuitlauzina candida
Cuitlauzina candida es una especie de orquídea epifita. Es originaria de México.

## Descripción
Es una orquídea de pequeño y mediano tamaño, con hábitos de epífita. Tiene un pseudobulbo oblongo-elipsoide a oblongo-obovoide, fuertemente comprimido subtendido por varias vainas  escariosas que llevan una sola hoja, apical, lineal elíptica, aguda, con una media vena prominente. Florece en la primavera en una inflorescencia basal de 45 cm  de largo, erguida, racemosa, con 2 a 5 flores con 2 brácteas tubulares y una sola bráctea floral-ovadas triangular con flores fragantes, llamativas que surgen en un pseudobulbo maduro como surge del nuevo crecimiento y tiene diminutas, brácteas triangulares.  Mejor crecido en una olla con sombra moderada y humedad y riego ronda incluso años, aunque menos después del pseudobulbo ha madurado.

## Distribución y hábitat
Se distribuye por Guatemala y México, y anteriormente clasificada en el género Oncidium. La especie  se encuentra  como epífita sobre los árboles a altitudes de 1600 a 2100 metros en los bosques de pino-encino, bosque nuboso y bosque tropical de montaña.

## Taxonomía
Cuitlauzina candida fue descrita por (Lindl.) Dressler & N.H.Williams   y publicado en Selbyana 24(1): 44. 2003.
Etimología
Cuitlauzina: nombre genérico otorgado en honor de Cuitlahuazin un caudillo mexicano hermano de Moctezuma.
candida: epíteto latíno que significa "blanca".
Sinónimos
- Oncidium candidum Lindl.
- Palumbina candida (Lindl.) Rchb.f.	[1][4]